# Назарівка (Маріупольський район)
Наза́рівка — село Нікольської селищної громади Маріупольського району Донецької області України. Відстань до центру громади становить близько 24 км і проходить автошляхом Н08.
Територія сільради межує із землями Розівської селищної громади Пологівського району Запорізької області.
Поблизу села розташований один із чотирьох відділів Українського державного степового природного заповідника Кам'яні Могили.

## Населення
За даними перепису 2001 року населення села становило 92 особи, з них 67,39 % зазначили рідною мову українську та 32,61 %— російську.